# Verband medizinischer Fachberufe

Logo vom Verband medizinischer Fachberufe

Der Verband medizinischer Fachberufe e. V. (vmf) ist eine Gewerkschaft und gleichzeitig ein Berufsverband, der 1963 als Berufsverband der Arzthelferinnen (BdA) gegründet wurde. Seit 1980 vertritt der Verband auch die Interessen der Zahnarzt- und Tierarzthelferinnen und erweiterte seinen Namen in Berufsverband der Arzt-, Zahnarzt- und Tierarzthelferinnen e. V. (BdA). Mit dem Inkrafttreten der neuen Ausbildungsordnungen für Zahnmedizinische Fachangestellte (2001) sowie Medizinische und Tiermedizinische Fachangestellte (1. August 2006) wurde eine Neubenennung notwendig.
Der Verband wurde von Frauen für Frauen gegründet, bis in die 1990er Jahre war es im Verband üblich, ausschließlich die weiblichen Berufsbezeichnungen zu nennen. Er konzentriert seine Arbeit und sein Engagement auf Medizinische, Zahnmedizinische und Tiermedizinische Fachangestellte sowie seit 2010 auch auf angestellte Zahntechniker und Zahntechnikerinnen.
Der Verband hat mehrere Tarifverträge abgeschlossen, u. a. bundesweit gültige für Medizinische Fachangestellte mit der Arbeitsgemeinschaft zur Regelung der Arbeitsbedingungen der Arzthelferinnen/Medizinischen Fachangestellten (AAA), der Vertretung der niedergelassenen Ärzte als Tarifpartner. Bei den bundesweiten Tarifverträgen für Tiermedizinische Fachangestellte ist der Bundesverband praktizierender Tierärzte e.V. (bpt) der Tarifpartner. Tarifverträge für Zahnmedizinische Fachangestellte existieren nur in Hamburg, Westfalen-Lippe, Hessen, Niedersachsen und dem Saarland. Der Verband medizinischer Fachberufe ist bundesweit vertreten und hat seit 2008 vier Landesverbände: Der Landesverband Nord umfasst die Länder Bremen, Niedersachsen, Hamburg, Mecklenburg-Vorpommern und Schleswig-Holstein, der Landesverband West die Länder Nordrhein-Westfalen, Rheinland-Pfalz und Saarland, der Landesverband Mitte-Ost die Länder Berlin, Brandenburg, Hessen, Sachsen, Sachsen-Anhalt und Thüringen und de Landesverband Süd die Länder Baden-Württemberg und Bayern. Er gehört als unabhängige Gewerkschaft keiner Dachorganisation an.
An der Spitze stehen (Stand 2024) Stephanie Schreiber (1. Vorsitzende im geschäftsführenden Vorstand) und Karin Becker-Oevermann (2. Vorsitzende im geschäftsführenden Vorstand) sowie Hannelore König als Präsidentin und Patricia Ley als Vizepräsidentin.
2023 waren in Deutschland laut Gesundheitspersonalrechnung des Bundes rund 692.000 Personen als Medizinische und  Zahnmedizinische Fachangestellte beschäftigt, überwiegend Frauen. Sie bilden nach den Pflegeberufen die zweitgrößte Gruppe im Gesundheitsbereich. Laut Bundesagentur für Arbeit gab es 2024 rund 24.000 sozialversicherungspflichtig beschäftigte Tiermedizinische Fachangestellte.